# Гомес, Джон Пол
Джон Пол Гомес (род. 23 мая 1986, Биньян, КАЛАБАРСОН) — филиппинский шахматист, гроссмейстер (2009).
Звание международного мастера получил в 2007 году, гроссмейстера — в 2009 году.
В составе сборной Филиппин участник трёх шахматных олимпиад (2008, 2010, 2014).
По данным ФИДЕ, является пятым по силе шахматистом Филиппин. В Азии входит во вторую сотню игроков, в мировом рейтинге находится во второй тысяче.

## Спортивные достижения
| Год  | Город          | Турнир         | + | − | = | Результат | Место |
| ---- | -------------- | -------------- | - | - | - | --------- | ----- |
| 2008 | Дрезден        | 38-я олимпиада | 5 | 1 | 5 | 7½ из 11  |       |
| 2010 | Ханты-Мансийск | 39-я олимпиада | 3 | 2 | 4 | 5 из 9    |       |
| 2014 | Тромсё         | 41-я олимпиада | 3 | 3 | 5 | 5½ из 11  |       |

## Изменения рейтинга
| Графики недоступны из-за технических проблем. См. информацию на Фабрикаторе и на mediawiki.org. |